# Habib Essid
Habib Essid sau Al-Habib Es-Sid (în arabă الحبيب الصيد; n. 1 iunie 1949, Sousse, Guvernoratul Sousse, Tunisia) este un om politic tunisian, de profesie economist și specialist în economia agricolă, primul ministru al Tunisiei între februarie 2015- august 2016. Candidat al partidului Nidaa Tounes la conducerea guvernului, Essid a format un cabinet de coaliție între partidele laice Nidaa Tounes, Frontul Patriotic Unit și Afek Tounes, și partidul de orientare islamică religioasă Annahda. După adoptarea unei noi constituții, Habib Essid este considerat cel dintâi prim-ministru al celei de-a Doua Republici Tunisiene. În trecut, în anul 2011 a fost ministru de interne.
Al-Habib As-Sid s-a născut în 1949 în orașul Sousse, ca unul din cei șapte fii ai unui zidar.În 1971 a terminat studii de știinte economice la Facultatea de drept și științe economice a Universității din Tunis. Apoi, cu ajutorul unei burse a studiat vreme de trei ani economia agricolă la Universitatea Minnesota din Statele Unite, terminând cu titlul de master.